# Bánh bột lọc
Le bánh bột lọc est une spécialité de la cuisine vietnamienne à base de pâte de tapioca translucide. Il est consommé en tant qu'entrée ou encas. Il est farci de crevettes, de poitrine de porc, saupoudré d'échalotes frites et servi avec de la sauce nuoc-mâm. Il serait originaire de Huế, la ville ayant été capitale impériale de la dynastie Nguyen, réputée pour ses plats simples et sophistiqués,.

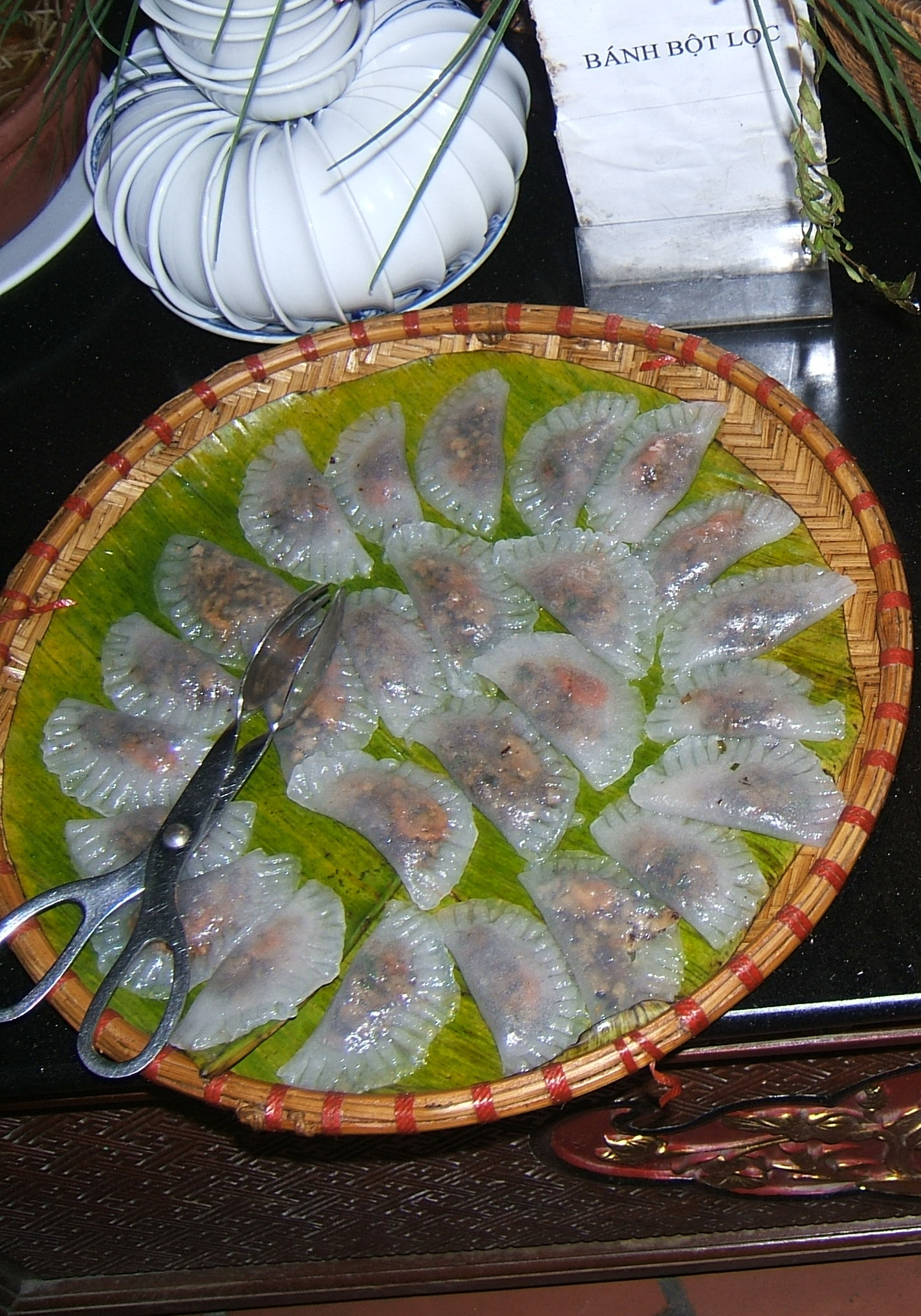
Bánh bột lọc trần garnis de crevette, de porc haché et de champignons.

## Étymologie
Bánh bột lọc signifie « gâteau de farine translucide ». En vietnamien, le mot bánh désigne tous les mets à base de farine (notamment de riz ou de tapioca). Bột signifie « farine » et lọc signifie « raffinée » ou « clarifiée ». Lorsqu'il est enveloppé dans des feuilles de bananier, on parle de bánh bột lọc lá, lá signifiant « feuille », lorsqu'il n'est pas dans une feuille, on l'appelle bánh bột lọc trần, trần signifiant « nu ».

## Préparation
Le bánh bột lọc peut être cuit à la vapeur, ou bouilli, enveloppé dans une feuille de bananier ou non. Il est garni traditionnellement d'une crevette entière grillée et d'un morceau de poitrine de porc. On peut remplacer cela par du porc haché, des champignons ou des oignons. La pâte translucide peut être à base de farine de tapioca, de maïs ou de riz.